# Demetrio I di Battria
Demetrio I Aniceto (in greco antico: Δημήτριος Ἀνικητός?, Dēmētrios Anikētòs; 222 a.C. circa – 180 a.C. circa) è stato un sovrano del Regno greco-battriano tra il 200 e il 180 a.C. circa.
Succedette al padre Eutidemo I e fu l'artefice dell'espansione del regno nell'Iran orientale, nell'Afghanistan e nel Pakistan. fondando di fatto il Regno indo-greco, massima espansione ad oriente della Grecia ellenistica. Non fu mai sconfitto in battaglia e ricevette per questo motivo l'epiteto postumo Aniketòs, "Invincibile", attestato dalle monete del suo successore Agatocle.
Il nome "Demetrio" fu utilizzato con certezza da due sovrani greci di Battria e India, con un terzo ipotetico: il discusso Demetrio II era probabilmente un suo parente, mentre Demetrio III (fl. 100 a.C.) è noto solo per le sue monete.

## Biografia

### Origini e ascesa al trono
Nel 208 a.C., il padre di Demetrio, Eutidemo I, subì l'attacco del sovrano seleucide Antioco III, intenzionato a riconquistare il secessionista Regno greco-battriano. Sebbene Eutidemo avesse al proprio comando 10.000 cavalieri, Eutidemo fu sconfitto in battaglia presso il fiume Ario (moderno Hari Rud) e dovette ritirarsi a Bactra, dove resistette per tre anni all'assedio di Antioco; il sovrano seleucide, nel 206 a.C. pose fine alle ostilità e riconobbe Eutidemo.
I negoziati finali furono condotti da Antioco e Demetrio: il sovrano seleucide fu particolarmente colpito dal comportamento del giovane principe, cui offrì una propria figlia in sposa:
(Polibio, Storie, xi.34)
Il termine usato per "giovane principe" è neaniskos (νεανίσκος) e suggerisce una età attorno ai 16 anni, che a sua volta indica il 222 a.C. come probabile anno di nascita di Demetrio.

### Invasione dell'India
Demetrio iniziò l'invasione dell'India nordorientale a partire dal 180 a.C., a seguito della distruzione della dinastia Maurya da parte del generale Pusyamitra Sunga, il quale aveva poi iniziato la dinastia Shunga. I Maurya avevano stretto un'alleanza con i Greci e potrebbero essere stati considerati alleati dai Greco-battriani; questi potrebbero aver invaso l'India anche allo scopo di proteggere la popolazione greca del subcontinente.
Demetrio potrebbe aver iniziato riconquistando la provincia di Arachosia, un'area a meridione dell'Hindu Kush già abitata da molti Greci ma governata dai Mauryani sin da quando Chandragupta Maurya aveva liberato quel territorio da Seleuco I Nicatore. Nelle sue Stazioni parte, Isidoro di Charax menziona una colonia chiamata Demetrias, probabilmente fondata da Demetrio:
(Isidoro di Charax, Stazioni parte, 19, citato in Bopearachchi, Monnaies Greco-Bactriennes et Indo-Grecques, p. 52.)
Una dedica in greco incisa su pietra e scoperta in Kuliab, un centinaio di kilometri a nord-est di Ai-Khanum, menziona vittorie del principe Demetrio durante il regno di suo padre:
(Iscrizione di Eliodoto, in Afghanistan, ancien carrefour entre l'Est et Ouest, p. 133. ISBN 2503516815)
Le campagne militari greche potrebbero aver raggiunto la capitale Pataliputra (moderna Patna) in India orientale:
(Strabone, xv.698)
(Strabone, xi.11.1.)

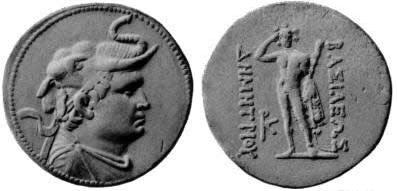
Tetradracma d'argento del re greco-battriano Demetrio; al dritto busto di Demetrio drappeggiato con scalpo di elefante, a indicare le sue conquiste dell'India; al rovescio un giovane Ercole nudo, che si incorona con la mano destra, con la pelle di un leone e una clava appoggiate al braccio destro e la legenda greca ΒΑΣΙΛΕΩΣ ΔΗΜΗΤΡΙΟΥ, Basileos Demetriou, "Di re Demetrio".

Si ritiene che Demetrio regnò sulla Taxila, in quanto molte sue monete sono state trovate nel sito archeologico di Sirkap. I documenti indiani (Yuga Purana) descrivono anche attacchi greci a Saketa, Panchala, Mathura e Pataliputra; le campagne contro Pataliputra sono normalmente attribuite a Menandro I e si ritiene che Demetrio I si sia spinsto solo fino al Pakistan. Entro il 175 a.C. gli Indo-greci governavano parti dell'India nord-occidentale, mentre i Sunga controllavano l'area del Gange, l'India centrale e quella orientale; la presenza indo-greca nel nord-ovest continuò finché l'ultimo principato fu assorbito dai Saka intorno al 20 a.C.
L'iscrizione di Hathigumpha, voluta da re Kharavela di Kalinga, è stata interpretata come una testimonianza della presenza del re greco Demetrio e del suo esercito in India orientale, probabilmente fino alla città di Rajagriha (a 70 km a sud-est di Pataliputra), una delle principali città sacre del buddismo; la stessa iscrizione afferma che Demetrio si ritirò a Mathura dopo aver saputo dei successi militari di Kharavela più a sud:
(Epigraphia Indica, Vol. XX )

### Morte di Demetrio e conseguenze
Demetrio morì per cause sconosciute; la data indicativa del 180 a.C. serve a permettere durate plausibili per i regni dei numerosi sovrani successivi, anche se alcuni di loro regnarono contemporaneamente e se è verosimile che vi furono divisioni del regno.
I re Pantaleone, Antimaco I, Agatocle, e forse Eutidemo II, regnarono dopo Demetrio I: è possibile che tutti loro fossero parenti di Demetrio; opinioni contrastanti ci sono riguardo Antimaco. Alla fine, il Regno greco-battriano cadde nelle mani del capace ed emergente Eucratide.
Demetrio II fu un sovrano successivo, forse figlio o nipote di Demetrio, che regnò sulla sola India. Giustino ne menziona la sconfitta per mano del sovrano battriano Eucratide, un evento che ebbe luogo verso la fine del regno di quest'ultimo, probabilmente attorno al 150 a.C.: Demetrio II fu succeduto dai suoi generali Apollodoto e Menandro I.
Secondo Claudio Tolomeo, una città di nome Demetriapolis fu fondata in Arachosia.

## Demetrio e il buddismo

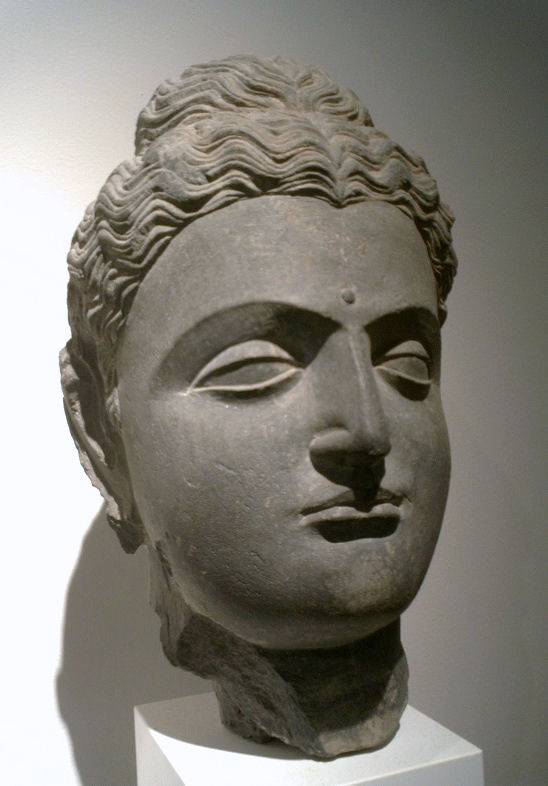
Testa di Buddha, arte greco-buddista, proveniente da Gandhāra, I-II secolo. L'evidenza dell'immagine del Buddha si ricava dalla uṣṇīṣa semicircolare che emerge dalla testa e dalla ūrṇā tra gli occhi, ambedue tra i Trentadue segni maggiori di un Buddha.

### Rapporti tra la monetazione di Demetrio e il buddismo
Le monete di Demetrio I ricadono in quattro tipologie; una tipologia con legende bilingui in greco e kharoshthi è normalmente associata col sovrano indiano Demetrio II; la serie con il re incoronato da un diadema è probabilmente una emissione di Demetrio I risalente all'inizio del suo regno.
Una tipologia molto interessante è quella delle monete dell'"elefante": il primo tipo mostra Demetrio con una corona a forma di elefante, simbolo dell'India e allusione ad Alessandro Magno; queste monete confermano le storie riguardo alla sua invasione dell'India.
Il secondo tipo "elefante" rappresenta un elefante circondato dall'anello di puntini che caratterizzano i ritratti imperiali, e quindi associato al sovrano. In questo contesto l'elefante, uno dei simboli del buddismo e di Buddha, rappresenta probabilmente la vittoria del buddismo per mezzo di Demetrio. Al rovescio è un caduceo, il simbolo della riconciliazione tra Greci e Sunga o tra buddismo e induismo, sebbene possa essere, più classicamente, un simbolo della divinità greca Asclepio.
Simboli chiaramente buddisti sarebbero poi comparsi in monete greche successive, ma sembra alquanto difficile che Demetrio I, che era nato nella nazione greca in Battria e che aveva coniato monete con le divinità olimpiche, fosse un buddista.

### Arte greco-buddista
Ci sono diversi paralleli tra Demetrio e le prime raffigurazioni di Buddha in forma umana.
Tra le altre, la divinità protettrice di Demetrio, Ercole che regge la clava, fu raffigurata nell'arte greco-buddista di Gandhāra come la divinità protettrice di Buddha.